# Susan Sarandon

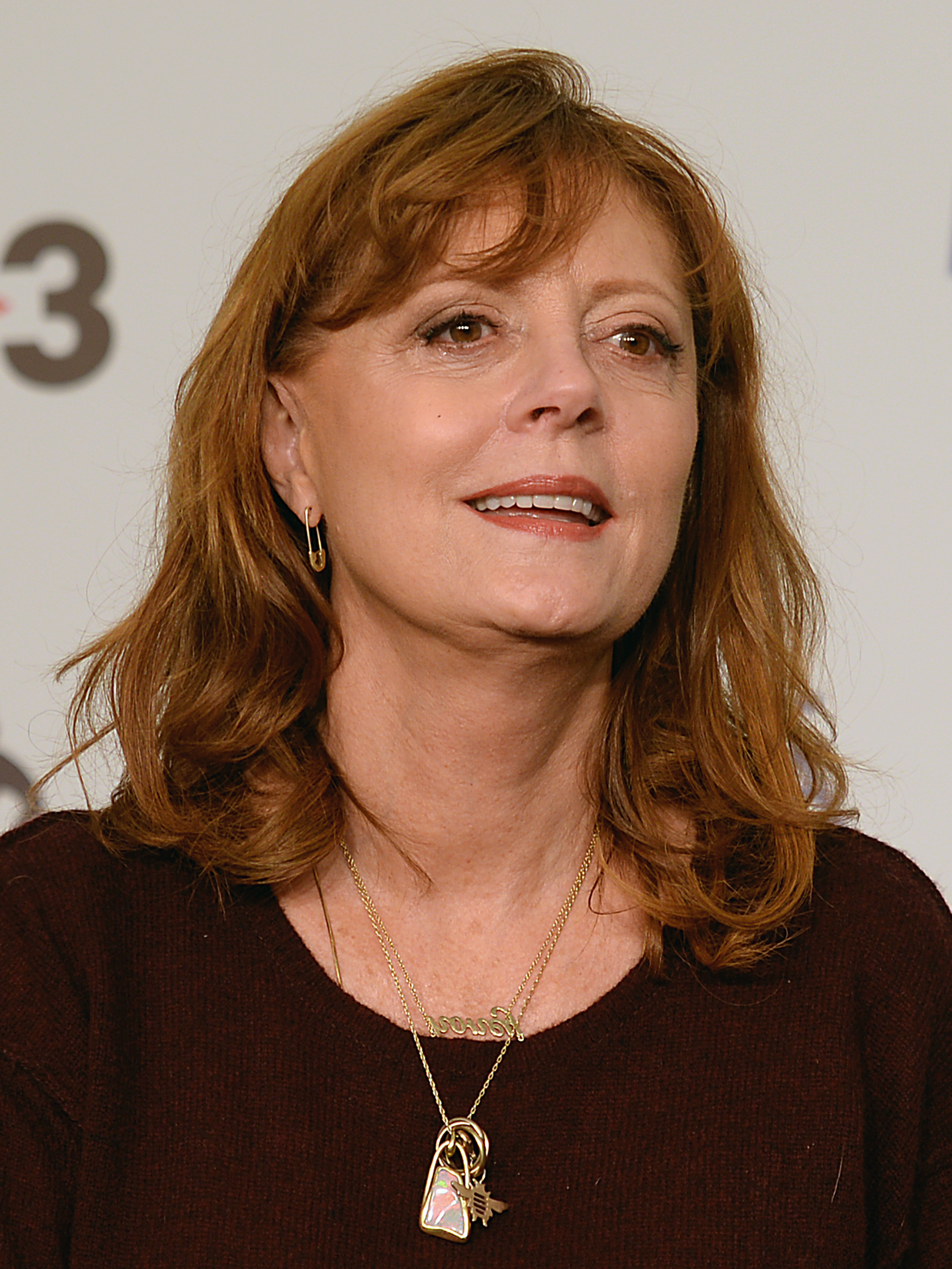
Susan Sarandon (2017)

Susan Abigail Sarandon (* 4. Oktober 1946 in New York City als Susan Abigail Tomalin) ist eine US-amerikanische Schauspielerin. Für ihre Darstellung der Helen Prejean in Dead Man Walking – Sein letzter Gang gewann sie 1996 einen Oscar.

## Leben und Karriere
Susan Sarandon wurde als ältestes von neun Kindern einer streng katholischen Familie italienisch-walisischer Herkunft geboren. Sarandons Vater, Philip Tomalin, war als Sänger einer Big Band im Showbusiness tätig. „Man hat mir das Singen verboten, weil ich keine schöne Stimme hatte. So entstand eine Musikphobie in mir“, erzählte Sarandon diesbezüglich der britischen Tageszeitung The Guardian. Nach ihrer Schulausbildung schrieb sie sich an der Catholic University in Washington, D.C. ein und belegte u. a. die Fächer Schauspiel, Englisch und Militärstrategie. Das Geld für das Studium verdiente sie sich als Sekretärin, Putzfrau und Model. Eigentlich habe sie anfangs wenig für die Schauspielerei übrig gehabt, berichtete sie später, dennoch wirkte sie 1964 an einer Theateraufführung mit. Dabei lernte sie ihren Ehemann Chris Sarandon kennen, mit dem sie von 1967 bis 1979 verheiratet war. Durch ihn kam sie 1970 zum Film, beide wurden für Joe – Rache für Amerika (Regie: John G. Avildsen, mit Peter Boyle) gecastet. Chris fiel durch, Sarandon wurde für eine Hauptrolle besetzt. 
Sie drehte anschließend, noch während ihres Studiums in Washington, kleinere Parts für das Fernsehen. 1975 war sie mit Robert Redford in Tollkühne Flieger zu sehen und hatte ihren ersten großen Erfolg mit dem Kultfilm The Rocky Horror Picture Show, in dem sie die Janet Weiss spielt. In dem Drama Pretty Baby von Louis Malle überzeugte sie als Mutter einer Prostituierten (dargestellt von Brooke Shields). Kurz darauf arbeitete sie erneut mit Malle an Atlantic City, USA und wurde für ihre Darstellung einer Serviererin erstmals für einen Oscar nominiert. 1983 war sie mit Catherine Deneuve in dem Horrorfilm Begierde zu sehen, bevor ihr eine Hauptrolle an der Seite von Jack Nicholson und Michelle Pfeiffer in Die Hexen von Eastwick zum endgültigen Durchbruch verhalf.
Bei ihrem nächsten Filmprojekt, Annies Männer, lernte sie 1988 ihren künftigen Lebenspartner, Tim Robbins, kennen. Ihre Mitwirkung an dem Projekt kam auf Betreiben von Kevin Costner zustande, so Sarandon in einem Interview mit dem Guardian. „Die Produzenten wollten weder Tim noch mich. Wir haben es Kevin zu verdanken, dass wir die Rollen bekamen. Er ließ einfach nicht locker.“ 1991 war Sarandon gemeinsam mit Geena Davis in dem Roadmovie Thelma & Louise zu sehen. Für ihre Darstellung einer zur Kriminellen gewordenen Kellnerin, die mit einer Gleichgesinnten gegen männlichen Sexismus aufbegehrt und in die Freiheit aufbricht, wurde sie abermals für einen Oscar nominiert. Bis heute ist dies einer der Filme, die beim Rückblick auf Sarandons Karriere am häufigsten genannt werden. Der Film war seinerzeit ein großer Erfolg und spielte die Produktionskosten mehrfach wieder ein.

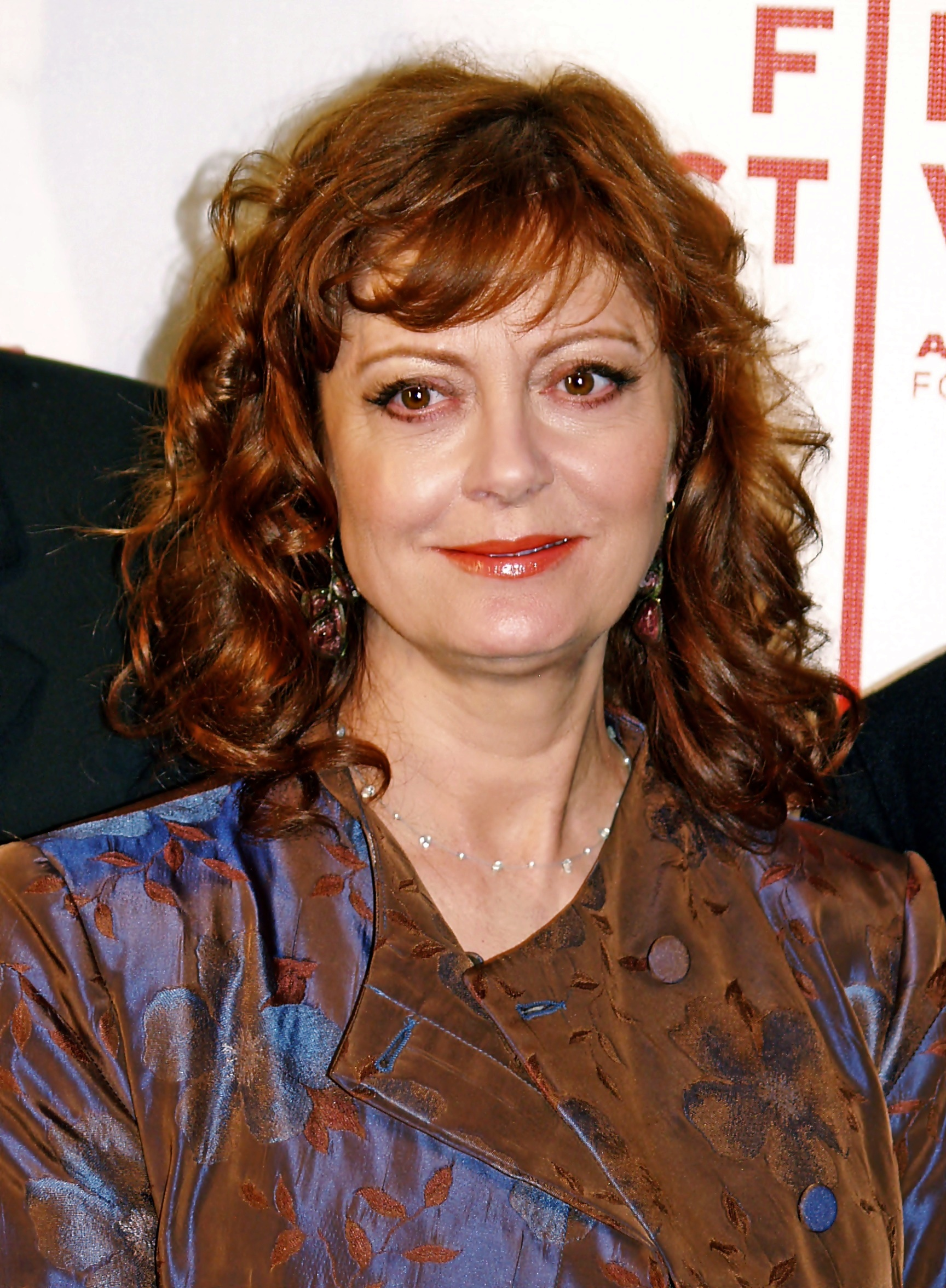
Susan Sarandon (2008)

Bereits im folgenden Jahr wurde Sarandon erneut für einen Oscar vorgeschlagen, für die Darstellung einer treusorgenden Mutter in Lorenzos Öl, ebenso wie weitere zwei Jahre später für die Rolle einer Anwältin eines Jungen in Der Klient. In dem auf wahren Begebenheiten beruhenden Film Dead Man Walking – Sein letzter Gang, einer Regiearbeit ihres Lebensgefährten Tim Robbins, mit dem sie ein starkes liberales politisches und soziales Engagement verband, stand sie neben Sean Penn vor der Kamera und wurde 1995 für ihre Rolle als Nonne Helen Prejean endlich mit einem Oscar für die beste Hauptdarstellerin ausgezeichnet. Im Dezember 2009 gaben Sarandon und Robbins ihre Trennung bekannt.
Sarandon hat zwei gemeinsame Söhne mit Tim Robbins, einer ist der Schauspieler Miles Robbins. Eva Amurri, ihre Tochter aus einer Liebesbeziehung mit dem italienischen Regisseur Franco Amurri, ist ebenfalls Schauspielerin.
Neben fünf Oscarnominierungen und einem Oscar war Susan Sarandon neunmal für den Golden Globe nominiert, zuletzt für ihren Beitrag in der Serie Feud – Die Feindschaft zwischen Bette und Joan, in der sie 2017 an der Seite von Jessica Lange in der Rolle der Joan Crawford die amerikanische Leinwandlegende Bette Davis verkörperte.
Sarandons deutsche Synchronstimme war meist Kerstin Sanders-Dornseif. Außerdem wurde sie schon von Gisela Fritsch, Ute Meinhardt, Monica Bielenstein, Uta Hallant, Ana Fonell und Hannelore Elsner gesprochen.

## Engagement und Kontroversen
1999 protestierte Sarandon gegen „rassistische Fahndungsmethoden“ der New Yorker Polizei. Anlass war der Tod von Amadou Diallo, der von einer Spezialeinheit erschossen worden war. Im Dezember 2000 unterstützte sie mit weiteren Prominenten auf einer Demonstration vor dem UNO-Hauptquartier die Gegner der Todesstrafe in den USA. Bei einer Demonstration gegen das Vorgehen der Polizei wurde sie verhaftet.
2003 trat Sarandon in dem Werbespot Love is Love is Love auf, der für die Akzeptanz von Schwulen, Lesben und Transgender warb, und 2005 war sie die Präsentatorin des elften Live-8-Konzerts in Edinburgh. Bei der Eröffnungsfeier der XX. Olympischen Winterspiele trug die bekennende Pazifistin gemeinsam mit sieben weiteren Frauen, darunter die chilenische Schriftstellerin Isabel Allende und die Friedensnobelpreis-Trägerin Wangari Muta Maathai, die olympische Flagge in das Olympiastadion von Turin. Außerdem beteiligte sie sich neben vielen Kollegen aus dem Filmgeschäft an der Kampagne United Hollywood anlässlich des Streiks der Drehbuchautoren 2007.
2010 wurde Sarandon zusammen mit Céline Dion zum Goodwill Ambassador, d. h. zur Botschafterin, der Ernährungs- und Landwirtschaftsorganisation der Vereinten Nationen (FAO) ernannt. 2011 besuchte sie die Protestbewegung Occupy Wall Street.
In einem auf ihre Rolle der Schwester Helen Prejean in dem Film Dead Man Walking bezogenen Interview bezeichnete Sarandon im Jahr 2011 den damaligen Papst, Benedikt XVI., als Nazi. Zwei Tage danach wurde sie von der Anti-Defamation League aufgefordert, sich dafür zu entschuldigen.
Bei den Präsidentschaftswahl in den Vereinigten Staaten 2016 machte sie ihre Unterstützung für Senator Bernie Sanders öffentlich. Nachdem dieser die Vorwahlen der Demokratischen Partei nicht für sich entscheiden konnte, unterstützte sie die Kandidatin der Green Party, Jill Stein.
Sarandon setzt sich seit Jahren für die Legalisierung von Cannabis ein.
Im Zuge des Krieges in Israel und Gaza 2023 soll Sarandon auf einer New Yorker Demonstration „From the River to the Sea“ skandiert haben. Zudem erklärte sie dort: „Es gibt viele Menschen, die Angst davor haben, jüdisch zu sein. Sie bekommen einen Vorgeschmack darauf, wie es sich anfühlt, ein Muslim in diesem Land zu sein.“ Daraufhin trennte sich ihre Schauspielagentur, United Talent Agency, von ihr. Später entschuldigte sie sich für ihre Äußerung; sie bedauere es sehr, damit Menschen verletzt zu haben.

## Filmografie (Auswahl)
- 1970: Joe – Rache für Amerika (Joe)
- 1971: A World Apart (Fernsehserie, 1 Episode)
- 1971: Fleur bleue
- 1971: Mortadella (La Mortadella)
- 1974: Extrablatt (The Front Page)
- 1974: Aus Liebe zu Molly (Lovin’ Molly)
- 1974: F. Scott Fitzgerald and ’The Last of the Belles’ (Fernsehfilm)
- 1975: Tollkühne Flieger (The Great Waldo Pepper)
- 1975: The Rocky Horror Picture Show
- 1976: Geheimnis der Libelle (Dragonfly)
- 1977: Jenseits von Mitternacht (The Other Side of Midnight)
- 1978: Pretty Baby
- 1978: König der Zigeuner (King of the Gypsies)
- 1979: Fast wie im siebten Himmel (Something Short of Paradise)
- 1980: Atlantic City, USA (Atlantic City)
- 1980: Ein Walzer vor dem Frühstück (Loving Couples)
- 1982: Der Sturm (Tempest)
- 1983: Begierde (The Hunger)
- 1984: Biete Mutter – suche Vater (The Buddy System)
- 1985: A.D. – Anno Domini (A.D., Fernsehserie, 5 Episoden)
- 1985: Tödliche Beziehungen (Compromising Positions)
- 1987: Die Hexen von Eastwick (The Witches of Eastwick)
- 1988: Annies Männer (Bull Durham)
- 1988: Hell Zone – Im Vorhof zur Hölle (Woman of Valor)
- 1988: Sweethearts Dance – Liebe ist mehr als ein Wort (Sweet Hearts Dance)
- 1989: Im Zeichen der Jungfrau (The January Man)
- 1989: Weiße Zeit der Dürre (A Dry White Season)
- 1990: Frühstück bei ihr (White Palace)
- 1991: Thelma & Louise
- 1992: Bob Roberts
- 1992: Light Sleeper
- 1992: Lorenzos Öl (Lorenzo’s Oil)
- 1994: Safe Passage
- 1994: Der Klient (The Client)
- 1994: Betty und ihre Schwestern (Little Women)
- 1995: Dead Man Walking – Sein letzter Gang (Dead Man Walking)
- 1996: James und der Riesenpfirsich (James and the Giant Peach, Stimme)
- 1996: Tell the Truth and Run: George Seldes and the American Press (Dokumentarfilm, Stimme)
- 1998: Illuminata
- 1998: Seite an Seite (Stepmom)
- 1998: Im Zwielicht (Twilight)
- 1999: Das schwankende Schiff (Cradle Will Rock)
- 1999: Überall, nur nicht hier (Anywhere But Here)
- 1999: Earthly Possessions (Fernsehfilm)
- 2000: Joe Goulds Geheimnis (Joe Gould’s Secret)
- 2001: Friends
- 2002: Malcolm mittendrin (Malcolm in the Middle, Fernsehserie, 2 Episoden)
- 2002: Groupies Forever (The Banger Sisters)
- 2002: Moonlight Mile
- 2002: Igby (Igby Goes Down)
- 2003: Children of Dune (Fernsehdreiteiler, 3 Episoden)
- 2003: Gefangen im ewigen Eis – Die Geschichte der Dr. Jerri Nielsen (Ice Bound, Fernsehfilm)
- 2004: Darf ich bitten? (Shall We Dance)
- 2004: Alfie
- 2004: Noel
- 2005: Romance & Cigarettes
- 2005: Elizabethtown
- 2005: Die Simpsons (The Simpsons, Fernsehserie, Episode 17x14 Bart Has Two Mommies, Stimme)
- 2005: The Exonerated
- 2006: Unwiderstehlich (Irresistable)
- 2006: Bernard and Doris
- 2007: Im Tal von Elah (In the Valley of Elah)
- 2007: Emotional Arithmetic
- 2007: Verwünscht (Enchanted)
- 2007: Mr. Woodcock
- 2008: Speed Racer
- 2008: Emergency Room – Die Notaufnahme (ER, Fernsehserie, Episode 15x19 Old Times)
- 2008: Middle of Nowhere
- 2009: In meinem Himmel (The Lovely Bones)
- 2009: Solitary Man
- 2009: Leaves of Grass
- 2009: Zeit der Trauer (The Greatest)
- 2010: Ein Leben für den Tod (You Don’t Know Jack, Fernsehfilm)
- 2010: Wall Street: Geld schläft nicht (Wall Street: Money Never Sleeps)
- 2010: Peacock
- 2011: 30 Rock (Fernsehserie, 2 Episoden)
- 2011: Jeff, der noch zu Hause lebt (Jeff, Who Lives at Home)
- 2012: The Company You Keep – Die Akte Grant (The Company You Keep)
- 2012: Cloud Atlas
- 2012: Der Chaos-Dad (That’s My Boy)
- 2012: Arbitrage – Macht ist das beste Alibi (Arbitrage)
- 2012: The Big C (Fernsehserie, 6 Episoden)
- 2012: Robot & Frank
- 2013: Snitch – Ein riskanter Deal (Snitch)
- 2013: The Big Wedding
- 2013: Mein Leben mit Robin Hood (The Last of Robin Hood)
- 2013–2014: Mike & Molly (Fernsehserie, 2 Episoden)
- 2014: Tammy – Voll abgefahren (Tammy)
- 2014: The Calling
- 2015: Alle Farben des Lebens (3 Generations)
- 2015: Mit besten Absichten (The Meddler)
- 2016: Zoolander 2
- 2016: Ace the Case – Olivia allein zu Haus (Ace the Case)
- 2017: At Home with Amy Sedaris (Fernsehserie) Folge 2x05 Anniversary
- 2017: Feud – Die Feindschaft zwischen Bette und Joan (Feud: Bette and Joan, Fernsehserie, 8 Episoden)
- 2017: Bad Moms 2 (A Bad Moms Christmas)
- 2017–2018: Neo Yokio (Fernsehserie, 7 Episoden, Stimme)
- 2017–2019: Ray Donovan (Fernsehserie, 19 Episoden)
- 2018: The Death and Life of John F. Donovan
- 2018: Viper Club
- 2019: Blackbird – Eine Familiengeschichte (Blackbird)
- 2019: VHYes
- 2019: Jesus Rolls (The Jesus Rolls)
- 2020: Fearless (Stimme)
- 2021: Search Party (Fernsehserie, 2 Episoden)
- 2021: Jolt
- 2021: Ride the Eagle
- 2022: Forty Winks
- 2022: Monarch (Fernsehserie, 4 Episoden)
- 2023: Hochzeit auf Umwegen (Maybe I do)
- 2023: Blue Beetle
- 2023: C*A*U*G*H*T (Fernsehserie, 6 Episoden)
- 2024: The Gutter
- 2024: The Fabulous Four
- 2024: The Six Triple Eight
- 2025: Nonnas

## Auszeichnungen
Oscar
Auszeichnungen:
- 1996: Beste Hauptdarstellerin (Dead Man Walking – Sein letzter Gang)

Nominierungen:
- 1982: Beste Hauptdarstellerin (Atlantic City, USA)
- 1992: Beste Hauptdarstellerin (Thelma & Louise)
- 1993: Beste Hauptdarstellerin (Lorenzos Öl)
- 1995: Beste Hauptdarstellerin (Der Klient)

Golden Globe Award
Nominierungen:
- 1989: Beste Hauptdarstellerin – Komödie/Musical (Annies Männer)
- 1991: Beste Hauptdarstellerin – Drama (Frühstück bei ihr)
- 1992: Beste Hauptdarstellerin – Drama (Thelma & Louise)
- 1993: Beste Hauptdarstellerin – Drama (Lorenzos Öl)
- 1996: Beste Hauptdarstellerin – Drama (Dead Man Walking – Sein letzter Gang)
- 1999: Beste Hauptdarstellerin – Drama (Seite an Seite)
- 2003: Beste Nebendarstellerin (Igby)
- 2009: Beste Hauptdarstellerin – Mini-Serie oder Fernsehfilm (Bernard and Doris)
- 2018: Beste Hauptdarstellerin – Mini-Serie oder Fernsehfilm (Feud)

British Academy Film Award
Auszeichnungen:
- 1995: Beste Hauptdarstellerin (Der Klient)

Nominierungen:
- 1992: Beste Hauptdarstellerin (Thelma & Louise)

Screen Actors Guild Award
Auszeichnungen:
- 1996: Beste Hauptdarstellerin (Dead Man Walking – Sein letzter Gang)

Nominierungen:
- 1995: Beste Hauptdarstellerin (Der Klient)
- 2009: Beste Darstellerin in einem Fernsehfilm oder Miniserie (Bernard and Doris)
- 2011: Beste Darstellerin in einem Fernsehfilm oder Miniserie (Ein Leben für den Tod)
- 2016: Beste Darstellerin in einem Fernsehfilm oder Miniserie für The Secret Life of Marilyn Monroe
- 2018: Beste Darstellerin in einem Fernsehfilm oder Miniserie (Feud)

London Critics’ Circle Film Award
Auszeichnungen:
- 1992: Beste Schauspielerin (Thelma & Louise)

Chlotrudis Award
Auszeichnungen:
- 1996: Beste Schauspielerin (Dead Man Walking – Sein letzter Gang)

Goldene Himbeere
Nominierungen:
- 2013: Schlechtestes Leinwandpaar (Der Chaos-Dad)
- 2015: Schlechteste Nebendarstellerin (Tammy – Voll abgefahren)
- 2018: Schlechteste Nebendarstellerin (Bad Moms 2)

Women’s World Awards
- 2006: World Lifetime Achievement Award

Goldene Kamera
- 2015: Lebenswerk International

Emmy Award Nominierungen
- 2001: Beste Gastdarstellerin in einer Comedyserie für Friends
- 2002: Beste Gastdarstellerin in einer Comedyserie für Malcolm mittendrin
- 2008: Beste Hauptdarstellerin in einer Comedyserie für Bernard and Doris
- 2010: Beste Nebendarstellerin in einem Fernsehfilm oder Miniserie für Ein Leben für den Tod
- 2017: Beste Hauptdarstellerin in einem Fernsehfilm oder Miniserie für ihre Rolle in Feud